# ريك كروفورد (سائق سباق)
ريك كروفورد (بالإنجليزية: Rick Crawford)‏ هو سائق سباق أمريكي، ولد في 26 يوليو 1958 في موبيل في الولايات المتحدة.

## وصلات خارجية
- الموقع الرسمي
- ريك كروفورد على موقع Racing-Reference.info (الإنجليزية)